# José Ricardo Díaz Pardeiro
José Ricardo Díaz Pardeiro   (O Valadouro, 19 de novembre de 1944 - la Corunya, 7 de març de 2022) va ser un escriptor i historiador gallec que va exercir com a catedràtic de geografia i història en el IES Eusebio da Guarda de La Corunya. Díaz Pardeiro destaca per la publicació, al llarg de la seva carrera, de diversos llibres i treballs de recerca històrica de reconegut prestigi, així com nombroses col·laboracions en periòdics com La Voz de Galicia i La Opinión de La Coruña, en els quals va analitzar la història d'aquesta ciutat. Díaz Pardeiro és un dels pioners gallecs a aplicar la sociologia històrica a l'anàlisi d'una societat, prenent com a font històrica El Teatre, una manifestació de l'oci i del temps lliure que servirà per estudiar la societat de La Corunya des de 1882 a 1915, amb resultats semblants als utilitzats amb altres fonts econòmiques o polítiques.
Va col·laborar en els estudis sobre la figura del dramaturg de la Corunya Don Manuel Linares Rivas, dirigits per Fidel López Criado, Professor Titular de Literatura Espanyola de la Universitat de la Corunya.
Va realitzar un assaig sobre la figura de Wenceslao Fernández Flórez, "Un Escriptor de Pensament Liberal", en el qual estudia la ideologia de l'escriptor de Cecebre arran de la seva obra “El Malvado Carabel”, que confirma el tarannà liberal i crític de Fernández Flórez, en contraposició amb la idea que d'ell es tenia de ser un escriptor de pensament ultra conservador.

## Obra
- La vida cultural en la Coruña: El Teatro, 1882-1915[1]
- Crónicas coruñesas[2][3]
- Miscelánea coruñesa[4]